# Cadillac Formula 1 Team
Das Cadillac Formula 1 Team ist das Werksteam des US-amerikanischen Automobilkonzerns General Motors in der Formel-1-Weltmeisterschaft. Unter der gleichnamigen Konzernmarke Cadillac wird der Rennstall ab der Saison 2026 mit Motoren der Scuderia Ferrari an Rennen teilnehmen. Der Sitz des Unternehmens und die Fahrzeugproduktion soll in Fishers im US-Bundesstaat Indiana unter Regie von General Motors aufgebaut werden, Rennwagenentwicklung und Teambetrieb operieren beim Partnerunternehmen TWG Cadillac Formula 1 Team Ltd. aus einer Fabrik im britischen Silverstone.
Ab 2029 plant General Motors zudem den Einstieg als Motorenhersteller in die Formel 1. Die Werksmotoren sollen in einer neuen Fabrik in der Gemeinde Concord, North Carolina entstehen.

## Entstehungsgeschichte

### Erste Werksengagements im Langstreckenrennsport

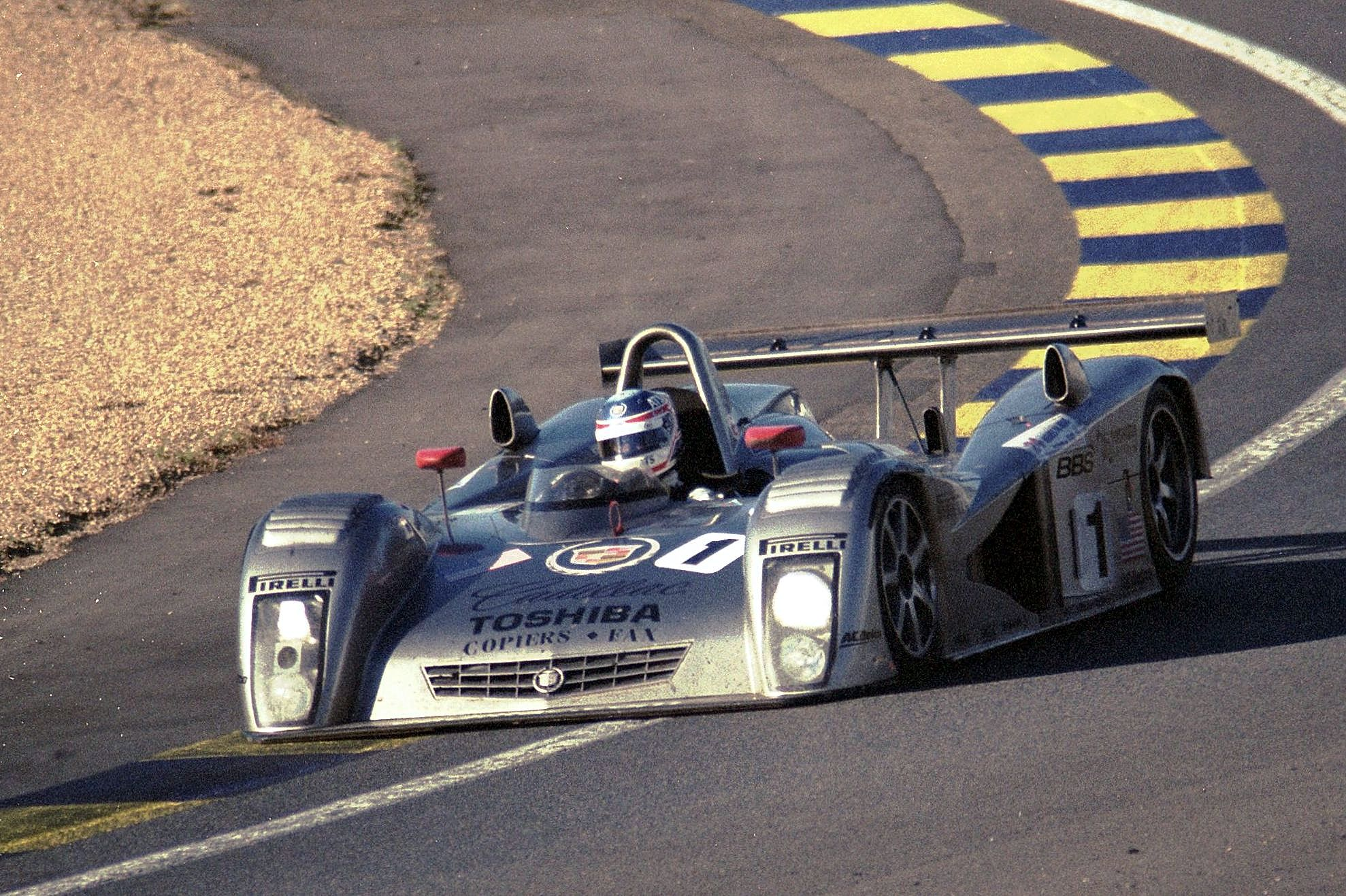
Cadillac Northstar LMP01 aus dem Jahr 2000

Der Automobilkonzern General Motors hatte sich mit seiner traditionell im Premiumsegment angesiedelten Marke Cadillac für fast ein Jahrhundert nach Unternehmensgründung nicht werksseitig im Motorsport engagiert. Private Einsätze von PKW oder Motoren waren selten und meist auf Amateurrennen in den USA beschränkt. Der erste offizielle Versuch, Cadillac auch für den sportlich interessierten Markt attraktiv zu machen, begann 2000 mit dem Cadillac Northstar LMP für das 24-Stunden-Rennen von Le Mans. Diese anfangs bei Riley & Scott Cars Inc. konstruierten und Le-Mans-Prototypen wurden auch in der American Le Mans Series gemeldet, waren aber kaum konkurrenzfähig und teilweise sogar mit deutlich geringerem Budget entwickelten Fahrzeugen wie dem Panoz LMP-1 klar unterlegen. Nach einem ebenfalls gescheiterten Anlauf mit einer völlig neuen Karosserie wurde das Projekt bereits Ende 2002 wieder abgebrochen. Ab 2017 kehrte Cadillac mit den bei Dallara gebauten Cadillac DPi-V.R bzw. Cadillac V-Series.R deutlich erfolgreicher zu Langstreckenrennen zurück. Das ermutigte die Unternehmensführung von General Motors, Pläne für einen Eintritt in die Formel-1-Weltmeisterschaft zu entwickeln.

### Partnerschaft Andretti-Cadillac

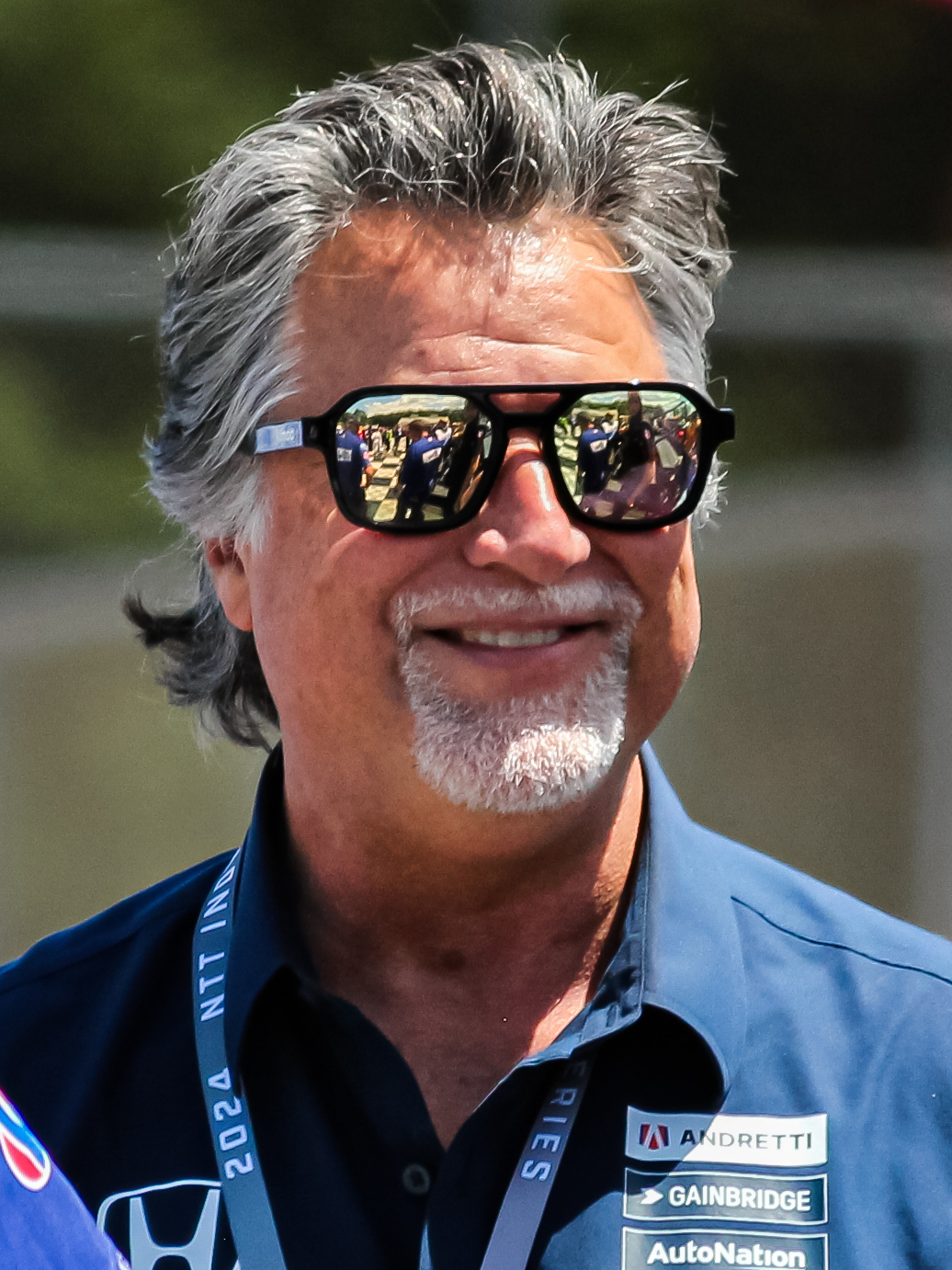
Michael Andretti

Im Januar 2023 wurde eine Zusammenarbeit mit dem US-amerikanischen Motorsportunternehmen Andretti Global von Michael Andretti angekündigt, das traditionell in der US-amerikanischen Formel-Meisterschaft beheimatet und neben weiteren Rennserien bereits seit 2014 in der FIA-Formel-E-Weltmeisterschaft engagiert war. Andretti war schon länger am Eintritt in die Formel 1 interessiert, der ursprüngliche Plan zur Übernahme von Sauber Motorsport im Jahr 2021 war aber gescheitert. Dan Towriss, Besitzer der Holding Group 1001 und seit 2018 Sponsor von Andrettis Fahrzeugen in der IndyCar Series, konnte als Großinvestor für das neue Projekt gewonnen werden und erwarb für rund 250 Mio. US-Dollar Unternehmensanteile. Als erster Meilenstein der Kooperation zwischen Andretti und General Motors wurde die Teilnahme mit von Andretti konstruierten Rennwagen unter gemeinsamem Markenauftritt mit Cadillac an der Formel-1-Saison 2025 festgesetzt. Als zweiter Schritt sollten die voraussichtlich von Alpine bezogenen Kundenmotoren dann ab 2028 durch ein GM-Werksaggregat ersetzt werden.
Der Motorsport-Weltverband Fédération Internationale de l’Automobile (FIA) akzeptiere im Oktober 2023 die gemeinsame Bewerbung der Partner, der Rechteinhaber Formula One Group (FOG) aber verweigerte die Zustimmung. Offizielle Gründe waren grundlegend die erwartete mangelnde Konkurrenzfähigkeit der Neueinsteiger sowie die voraussichtliche operative Überlastung von Andretti Global, aufgrund von Regeländerungen zur Saison 2026 innerhalb von zwei Jahren zwei grundverschiedene Fahrzeuge entwickeln zu müssen. Das Prestige der Formel-1-Weltmeisterschaft im Allgemeinen als auch die Vermarktbarkeit und entsprechende Profite für Veranstalter und Teilnehmer im Besonderen seien dadurch bedroht. Die angedachte Geschäftsbeziehung zu Alpine über den Bezug von Kundenmotoren kam nicht über einen Vorvertrag hinaus, aber entsprechend einer im Regelwerk der Formel 1 festgeschriebenen Klausel, die den Konstrukteur mit den wenigsten Kundenteams zur Lieferung verpflichtet, hätte das Unternehmen Andretti trotzdem zwangsweise mit Motoren beliefern müssen. Für die FOG bestünde dadurch nebst weiteren negativen Einflüssen auf das Meisterschaftsprestige ein Risiko für das geistige Eigentum von Alpine, da Andretti offen eine enge technische Partnerschaft mit einem in der eigenen Motorenentwicklung befindlichen Konkurrenzunternehmen führte. Ein Einstieg Andrettis direkt mit einem GM-Werksmotor zu einem späteren Zeitpunkt würde allerdings grundsätzlich neu betrachtet werden.
Die Situation spitzte sich im Frühjahr 2024 zu, da Andretti alle festgelegten Einstiegskriterien für neue Teams klar erfüllte, die FOG aber auf ihrer Position beharrte. FIA-Präsident Mohammed bin Sulayem sprach sich offen für Andretti aus und zeigte Unverständnis für die ablehnende Haltung. Anfang Mai traf sich Mario Andretti publikumswirksam mit Mitgliedern des Kongresses der Vereinigten Staaten in Washington, D.C., die zuvor im Hinblick auf den sich bereits über mehrere Monate ziehenden Konflikt einen offenen Brief an die Formula One Group und den Mutterkonzern Liberty Media gerichtet hatten, in dem sie den Umgang des Unternehmens mit Andretti kritisierten. Kurz darauf leitete das Justizministerium der Vereinigten Staaten eine offizielle Untersuchung gegen die FOG und Liberty Media wegen des Verdachts des Verstoßes gegen das Wettbewerbsrecht ein.

### Werksteam unter eigenem Namen
Im November 2024 kam es schließlich zu einer Einigung zwischen Andretti, General Motors und den Rechteinhabern der Formel 1. Michael Andretti verkaufte seine Unternehmensanteile an die Holding TWG Motorsports, die wie die Group 1001 von Teileigner Towriss Teil des globalen Firmenkonglomerats TWG Global von Mark Walter ist, verließ das Unternehmen und wurde externer Berater ohne feste Rolle beim neu aufgebauten Formel-1-Rennstall. Der Name Andretti verschwand aus der Teambezeichnung zugunsten eines reinen Werksauftritts von Cadillac. Anteilseigner Dan Towriss übernahm Andrettis Rolle als Chief Executive Officer und damit die operative Geschäftsführung von Andretti Global, später wurde er parallel dazu Geschäftsführer von TWG Motorsports. Die zum Betrieb des Formel-1-Teams in den Vorjahren aufgebaute Tochter Andretti Racing in Silverstone in der britischen Grafschaft Northamptonshire wurde zur TWG Cadillac Formula 1 Team Ltd. umgeformt. Mario Andretti, der zuvor als Markenbotschafter für das Team seines Sohnes auftrat, wurde Mitglied des Vorstands. Um die Zeit bis zur Fertigstellung der Werksmotoren zu überbrücken, wurde eine feste Vereinbarung über die Lieferung von Kundenmotoren und Getrieben mit der Scuderia Ferrari geschlossen. Entsprechend steht das Team als Cadillac-Ferrari in den Meldelisten. Durch diese Umstrukturierungen erhielt das neue Team kurz darauf die Startberechtigung für die Formel-1-Saison 2026.
Ab 2026 gilt auch ein neues Concorde Agreement, ein befristeter Vertrag zwischen den Formel-1-Teams, der FIA und der Formula One Group, der unter anderem die Verteilung von Preis- und Werbegeldern regelt. Als Kompensation für den bei Vergrößerung des Fahrerfeldes zu erwartenden, geringeren Anteil an diesen Geldern wurde in der ab 2021 gültigen Fassung durch eine Verwässerungsschutzklausel eine Zahlung von insgesamt 200 Mio. US-Dollar von Neueinsteigern verlangt. Diese soll zu gleichen Teilen an die bereits etablierten Teams ausgeschüttet werden. In den Verhandlungen für das neue Abkommen versuchten die zehn bereits etablierten Teams im Hinblick auf den Einstieg Cadillacs und den zwischenzeitlich deutlich gestiegenen Gesamteinnahmen der Formula One Group eine Verdreifachung der Gebühr auf 600 Mio. US-Dollar durchzusetzen. Ein Kompromiss legte die Zahlung schließlich auf 450 Mio. US-Dollar fest. Cadillac ist damit der erste neue Konstrukteur in der Formel 1 seit dem Eintritt des ebenfalls US-amerikanischen Haas F1 Team zur Formel-1-Weltmeisterschaft 2016. Die Zahl der eingeschriebenen Teams wächst somit wieder auf 11 an.

## Personal

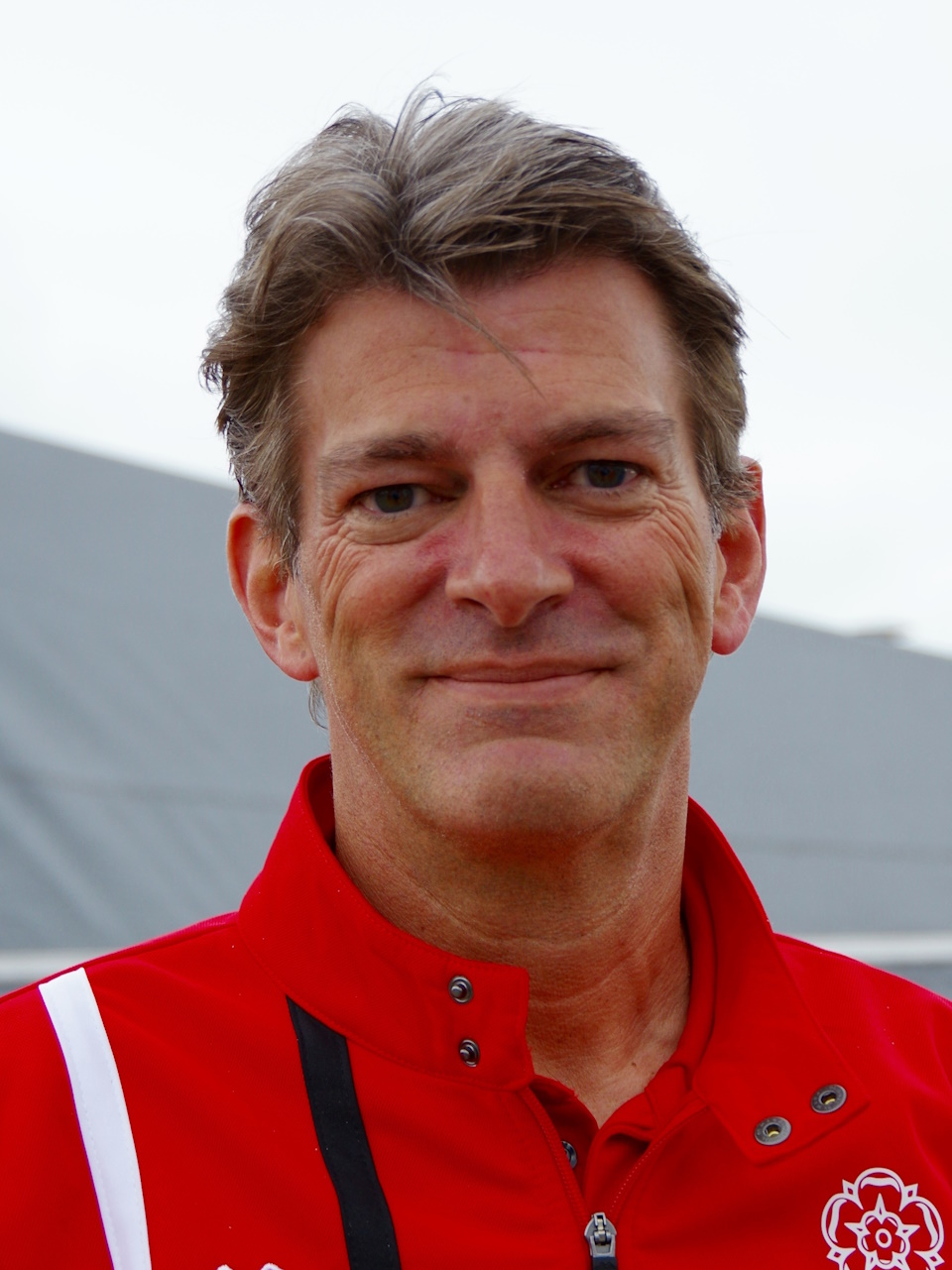
Graeme Lowdon

Andretti Global konnte für das neue Team bereits in der Aufbauphase erfahrenes Personal gewinnen, das vollständig in die neue TWG Cadillac Formula 1 Team Ltd. übernommen wurde. Als Teamchef wurde der langjährige Manor-Funktionär Graeme Lowdon verpflichtet, der diese Rolle bereits zwischen 2010 und 2015 für den als Virgin Racing gegründeten Rennstall in der Formel 1 bekleidet und im Anschluss das Manor-Programm in der FIA-Langstrecken-Weltmeisterschaft geleitet hatte. Der Chief Technology Officer bzw. Technische Direktor Nick Chester war bereits von 2013 bis 2020 beim Lotus F1 Team und Renault in der Formel 1 sowie von 2020 bis 2023 beim Mercedes-EQ Formula E Team auf diesem Posten tätig. Weiteres gesetztes Personal sind der ehemalige Jordan-Chefdesigner John McQuilliam und Chefaerodynamiker Jon Tomlinson, der zuletzt von Williams F1 beschäftigt wurde. Chief Operating Officer ist der langjährige Renault-Motoreningenieur Rob White. Der ehemalige Williams-Technikdirektor Pat Symonds ist leitend in beratender Position tätig. Große Teile des Managements waren in ihrer Karriere zeitweilig mit dem wiederholt inoffiziell als Team Enstone bezeichneten und seit 1992 im dortigen Whiteways Technical Centre beheimateten Unternehmen verbunden, das ursprünglich auf Toleman Motorsport zurückgeht und dessen aktueller Auftritt nach zahlreichen Besitzerwechseln das Alpine F1 Team ist.
Den Fahrerkader hat Cadillac noch nicht offiziell bekanntgegeben. Als US-Kandidat wurde wiederholt Colton Herta genannt, der seit 2018 für Andretti Global in der IndyCar Series startet. Weitere gehandelte Fahrer sind die erfahrenen Vizeweltmeister Sergio Pérez und Valtteri Bottas sowie der Nachwuchsfahrer Zhou Guanyu, der zwischen 2022 und 2024 für Sauber Motorsport in der Formel 1 gestartet war und dessen Manager Cadillac-Teamchef Graeme Lowdon ist.

## Motorenprogramm

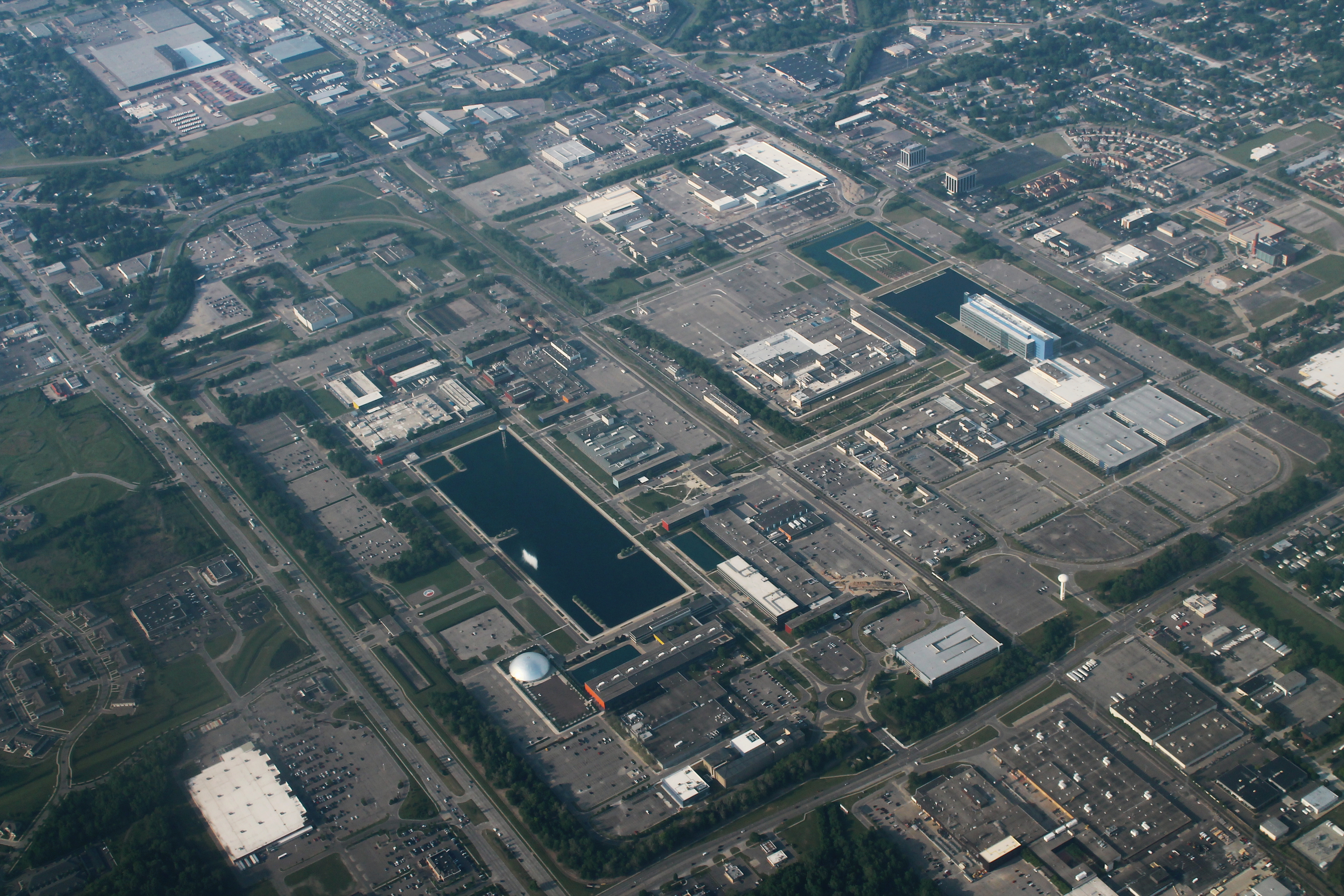
Das General Motors Technical Center

Neben dem Einstieg mit einem Werksteam beabsichtigt General Motors zudem die Entwicklung eines eigenen Motors für die Formel 1. Im November 2024 wurde der ursprünglich für 2028 geplante Zeitpunkt der Rennreife auf das Jahr 2029 verschoben. Unter der Leitung des jangjährigen GM-Ingenieurs Russ O'Blenes soll das Unternehmen GM Performance Power Units LLC in einem neu entstehenden Technologiezentrum in der Gemeinde Concord im US-Bundesstaat North Carolina die Antriebe entwickeln. Weitere Arbeiten sollen im seit 1956 bestehenden General Motors Technical Center in Warren, Michigan stattfinden. Ende 2024 wurden Pläne bekannt, laut denen Cadillac versuche, als Arbeitsbasis den Motor des Alpine F1 Team zu erwerben, die sich zur Saison 2026 aus der Produktion eigener Motoren zurückziehen. Der Kauf wurde seitens Alpine allerdings kurz darauf abgelehnt.
Vereinzelt erscheint die Marke Cadillac bereits als Motorenhersteller in den Gesamtstatistiken der Formel 1. Es gab aber keine Werksbeteiligung oder Rennstarts in der Vergangenheit. Diese Erwähnungen sind auf das Indianapolis 500 zurückzuführen, das in den 1950er-Jahren zur Formel-1-Weltmeisterschaft zählte. Johnny Fredericks und Bill Homeier versuchten 1952 bzw. 1953 vergeblich, sich mit Cadillac-motorisierten Kurtis-Kraft-Fahrzeugen für das Rennen zu qualifizieren.